# Dakpolo-Folapouo
Ne doit pas être confondu avec Dakpolo-Gompar.
Dakpolo-Folapouo est une localité située dans le département de Legmoin de la province du Noumbiel dans la région Sud-Ouest au Burkina Faso.

## Santé et éducation
Le centre de soins le plus proche de Dakpolo-Folapouo est le centre de santé et de promotion sociale (CSPS) de Legmoin tandis que le centre médical avec antenne chirurgicale (CMA) de la province se trouve à Batié.